# Merval (giełda)
Merval to główny indeks na Giełdzie Papierów Wartościowych w Buenos Aires (Buenos Aires Stock Exchange); jest indeksem cenowym, obliczanym jako wartość portfela akcji wybranych spółek. Bazą jest 30 czerwca 1986 = 0,01 pesos.